# 17. flygbasjägarkompaniet
17. flygbasjägarkompaniet (FBJ), eller bara Flygbasjägarkompaniet, är ett jägarförband inom svenska flygvapnet som verkat i olika former sedan 1983. Förbandsledningen är förlagd i Ronneby garnison i Kallinge..

## Historik
Flygbasjägarskolan bildades 1983 vid Skaraborgs flygflottilj (F 7). Genom försvarsbeslutet 2004 beslutades bland annat att Skaraborgs flygflottilj skulle vara ett insats- och utbildningsförband för luftförbanden, samt att värnpliktsutbildningen vid flottiljen skulle upphöra. Därmed beslutades att Flygbasjägarskolan skulle omlokaliseras till Kallinge och Ronneby garnison och där bli en del av Blekinge flygflottilj (F 17). Vid en ceremoni i Kallinge, den 13 september 2005 överlämnade chefen F 7, överste Fredrik Hedén, Flygbasjägarskolan till chefen för F 17, överste Lars Lundell. Genom försvarsbeslutet 2009 beslutades att Försvarsmakten skulle organisera stående insatsförband genom kontrakterade gruppchefer, soldater och sjömän. Därmed beslutades att Flygbasjägarskolan avvecklas som skola. Från den 1 januari 2011 omorganiserades skolan till ett flygbasjägarkompani och antog namnet 17. flygbasjägarkompaniet eller bara Flygbasjägarkompaniet. Våren 2013 beslutade regeringen att Försvarsmakten skulle minska sina fasta personalkostnader med 500 miljoner kronor per år fram till 2019. Något som fick Försvarsmakten våren 2014 att överväga att avveckla Flygbasjägarkompaniet. Hösten 2014 meddelades det att Flygbasjägarkompaniet även i fortsättningen skulle finnas kvar i Försvarsmaktens framtida organisationsplan.
År 2018 deltog kompaniet i Europe Best Sniper Team Competition, vilket anordnades mellan den 28 juli och 2 augusti vid amerikanska arméns 7th Army Training Command's Grafenwoehr Training Area i Bayern i Tyskland, ingående i United States European Command. Tävlingen kallas EM i militärt prickskytte och hade deltagare från flera europeiska nationer samt USA. Tävlingen vanns av ett stridspar från Flygbasjägarkompaniet.
I oktober 2018 ställde kompaniet upp i US Army International Sniper Competition 2018 i Fort Benning, USA. Tävlingen kan ses som VM i militärt prickskytte, där förband från amerikanska marinkårens prickskytteinstruktörskola samt lag från arméns Special Forces Groups deltog, men även ett flertal lag från Europa. Det deltagandet laget från Flygbasjägarkompaniet kom på tredje plats i tävlingen, och slogs enbart av lag från USA. Vidare vann laget även deltävlingen Iron Man Team. Skillnaden mellan den europeiska och amerikanska tävlingen var bland annat att i Europa använde de deltagande lagen sina personliga vapen, medan i USA genomfördes tävlingen med amerikanska vapensystem.

## Verksamhet
Flygbasjägarskolan var i storlek ett förstärkt kompani och bestod av skolledning, grundutbildningspluton, hundsektion samt en utvecklingssektion. Flygbasjägarskolan ansvarade för flygbasjägarutbildning och utveckling av flygbasjägartjänsten. Produktionstakten var normalt en till två värnpliktiga flygbasjägarplutoner och en befälskurs (kurs 2282) per utbildningsår. Sedan Flygbasjägarskolans inrättande har över 100 befäl tjänstgjort vid skolan och cirka 2000 flygbasjägare genomfört utbildningen. 
Flygbasjägarkompaniet är idag ett insatsorganiserat kompani tillhörande F 17 och består av tre flygbasjägarplutoner. Även om Flygbasjägarskolan flyttades från Såtenäs, återkommer kompaniet minst en gång vartannat år till Såtenäs. Detta då Lodjursmarschen (baskerprovet) även fortsättningsvis genomförs längs sin gamla sträckning i Västergötland.

## Förläggningar och övningsplatser
När skolan bildades 1983 förlades den till Kasern 23 på flottiljområdet i Såtenäs. År 2005 omlokaliserades skolan till Kallinge, där den samlokaliserades med Blekinge flygflottilj. Flygbasjägarskolan utgår från mytomspunna Kasern 23 i Såtenäs i samband med att Lodjursmarschen genomförs. Flygbasjägarskolans och senare Flygbaskompaniet har större delen av sin verksamhet sommartid på Kosta skjutfält och vintertid i Norrland.

## Heraldik och traditioner
Flygbasjägarskolans fana och förbandsemblem pryds av ett lodjur. Lodjuret symboliserar det kringströvande förbandet som genomsöker stora områden i jakt på fiender som kan hota och störa Flygvapnets verksamhet. År 2002 beslutad flygvapeninspektören Mats Nilsson att flygbasjägarna skulle tilldelas ett utbildningstecken. Specialutbildningstecknet m/99 består av ett lodjurshuvud i profil framför två korslagda svärd med en lagerkrans under. Svärden står för seger, erövring och framgång, lagerkransen för kunskap och skolning, lodjuret för flexibilitet och anpassning till nya situationer i nya miljöer. Den gröna jägarbaskern med tillhörande guldfärgat baskeremblem tilldelades förbandet i februari 1987 av dåvarande flygstabschefen överste Bengt Lönnbom.

## Förbandschefer
Förbandschefen titulerades som skolchef åren 1983–2010 och sedan 2011 som kompanichef.

- 1983–1984: Major Björn Norlander
- 1985–1986: Major Lennart Thomsen
- 1987–1987: Kapten Jan Erik Mårtensson
- 1988–1990: Major Lennart Thomsen
- 1990–1995: Major Mikael Löf
- 1995–2004: Major Conny Petersson
- 2005–2007: Kapten Dan Olsson [b]
- 2007–2008: Kapten Mikael Gustafsson
- 2008–2010: Kapten Fredrik Svensson
- 2010–2012: Kapten Andreas Davidsson [c]
- 2010–2012: Major Björn Rosspher
- 2013–2014: Major Andreas Davidsson
- 2015–2018: Major Niclas Foleby
- 2018–ff: Major Marcus Linder

## Namn, beteckning och förläggningsort
| Flygbasjägarskolan        | 1983-??-?? | – | 2010-12-31 |
| 17. flygbasjägarkompaniet | 2011-01-01 | – |            |

| FbjS | 1983-??-?? | – | 2010-12-31 |
| FBJ  | 2011-01-01 | – |            |

| Såtenäs garnison (F) | 1983-??-?? | – | 2005-09-12 |
| Ronneby garnison (F) | 2005-09-13 | – |            |